# Mark Takai
Kyle Mark Takai (Honolulu, 1º luglio 1967 – Honolulu, 20 luglio 2016) è stato un politico statunitense, membro della Camera dei Rappresentanti per lo stato delle Hawaii dal 2015 al 2016.

## Biografia
Nato a Honolulu, dopo gli studi all'Università delle Hawaii Takai si arruolò nell'Army National Guard, dove raggiunse il grado di tenente colonnello.
Entrato in politica con il Partito Democratico, nel 1994 venne eletto all'interno della legislatura di stato delle Hawaii, dove rimase per i successivi vent'anni.
Nel 2014, quando la deputata Colleen Hanabusa lasciò la Camera dei Rappresentanti per candidarsi infruttuosamente al Senato, Takai si candidò per succederle e riuscì ad essere eletto sconfiggendo l'ex deputato repubblicano Charles Djou.
Dopo qualche mese Takai scoprì di essere affetto da un tumore del pancreas e annunciò che non si sarebbe candidato per un secondo mandato nel 2016, decidendo comunque di portare a termine il primo senza dimettersi anticipatamente. Tuttavia si spense il 20 luglio 2016 all'età di 49 anni, lasciando la moglie e due figli.